# Metrostation Chŏnu
Die Metrostation Chŏnu (전우) bzw. Kampfgenosse ist ein U-Bahnhof der Metro Pjöngjang in Pjöngjang, Demokratische Volksrepublik Korea. Er wurde am 6. September 1973 in Betrieb genommen und wird von der Chŏllima-Linie bedient. Von hier aus ist der einzige Umstieg zur Hyŏksin-Linie (Station Chŏnseung) über einen Tunnel möglich.
Der Bahnhof steht im Stadtteil Moranbong-guyŏk im Dong Kinmaŭl-dong.